# Filharmonisch Orkest van Warschau

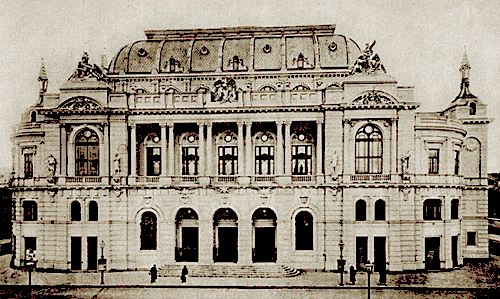
Het concertgebouw uit 1901, verloren gegaan in de Tweede Wereldoorlog

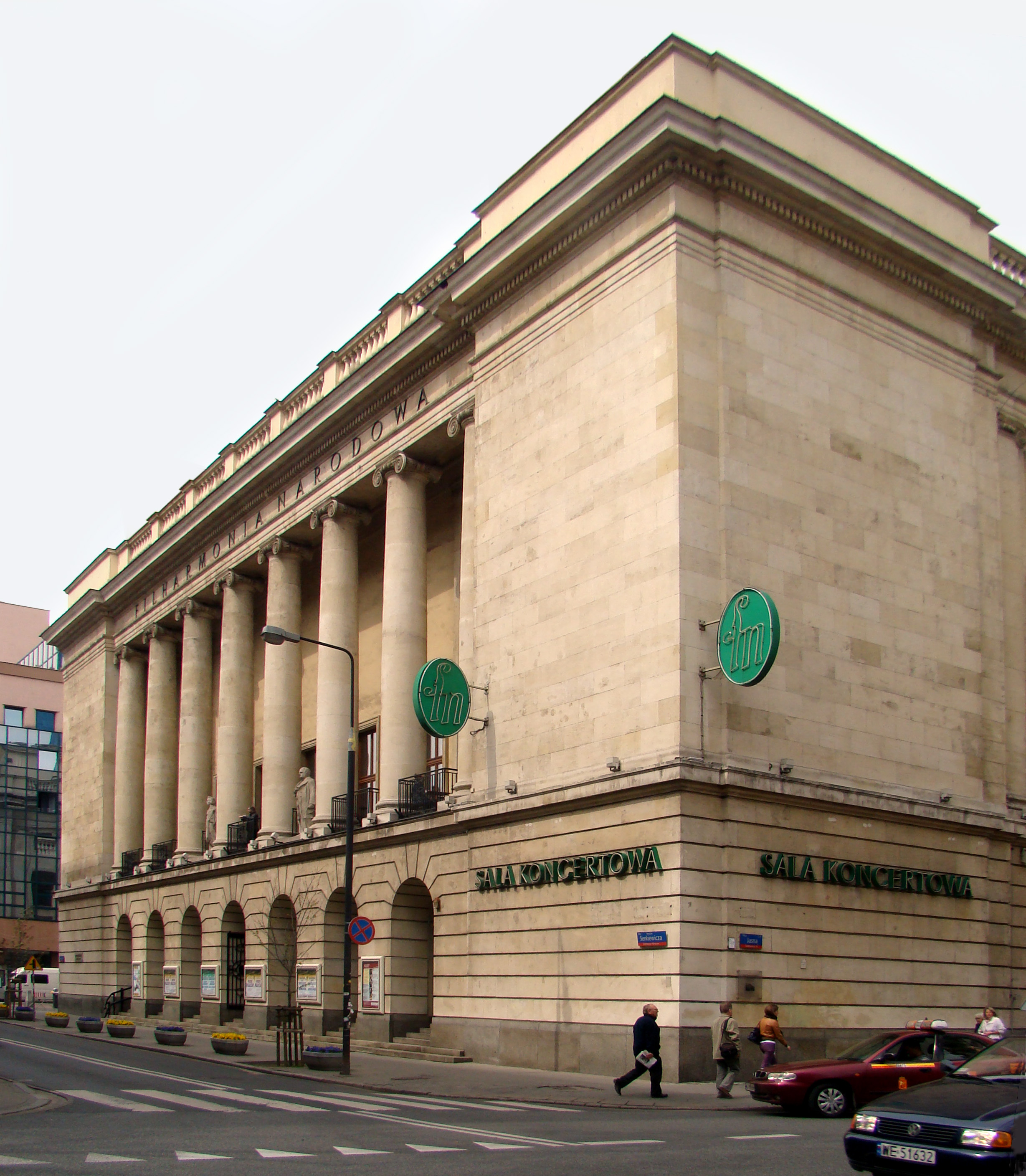
De huidige Nationale Filharmonie, op dezelfde locatie

Het (Nationaal) Filharmonisch Orkest van Warschau (Pools: Filharmonia Naradowa, afgekort FN) is een van de oudste symfonieorkesten van Europa. Het werd in Warschau opgericht in 1901 en gefinancierd door de Poolse aristocratie en mensen uit het muziekleven van die tijd, waaronder zijn eerste chef-dirigent Emil Młynarski. Młynarski verzorgde dan ook de eerste uitvoering op 5 november 1901; solist was een andere Poolse bekende musicus: Paderewski, nog voordat hij definitief de politiek in ging.
Donkere tijden kende het orkest tijdens de Tweede Wereldoorlog. Ongeveer de helft van zijn leden werd afgevoerd en de zaal, die naar het model van de Parijse Opera was gebouwd, werd platgebombardeerd. Weliswaar pakte men de draad in 1947 weer op, doch een eigen zaal kreeg het orkest pas weer op 21 februari 1955. Bij de inwijding kreeg het orkest de titel Nationaal Orkest van Polen.
Het Filharmonisch Orkest van Warschau is sinds jaar en dag het meest toonaangevende symfonieorkest van Polen en heeft daarom een keur van dirigenten voorbij zien komen uit zowel binnen- als buitenland, onder wie Otto Klemperer en Arthur Nikisch, maar ook componist-dirigenten als Maurice Ravel, Arthur Honegger en Igor Stravinsky wisten het orkest te vinden.

## Chef-dirigenten
- Emil Młynarski, (1901-1905)
- Zygmunt Noskowski (1906-1908)
- Henryk Melcer (1908-1909)
- Grzegorz Fitelberg (1909-1911 en 1923-1934)
- Zdzisław Birnbaum (1911-1914 en 1916-1918)
- Roman Chojnacki (1918-1938)
- Józef Ozimiński (1938-1939)
- Geen: 1940-1947
- Olgierd Straszyński (1945-1946)
- Andrzej Panufnik (1946-1947)
- Jan Maklakiewicz (1947-1948)
- Witold Rudziński (1948-1949)
- Władysław Raczkowski (1949-1950)
- Witold Rowicki (1950-1955 en 1958-1977)
- Bohdan Wodiczko (1955-1958)
- Kazimierz Kord (1977- 2001)
- Antoni Wit (2002-2013)
- Jacek Kaspszyk (2013-2019)
- Andrey Boreyko (2019 -)